# Vladimír Resl
Vladimír Resl (3 de marzo de 1953) es un deportista checoslovaco que compitió en luge. Ganó una medalla de bronce en el Campeonato Europeo de Luge de 1978, en la prueba doble.

## Palmarés internacional
| Campeonato Europeo | Campeonato Europeo    | Campeonato Europeo | Campeonato Europeo |
| Año                | Lugar                 | Medalla            | Prueba             |
| ------------------ | --------------------- | ------------------ | ------------------ |
| 1978               | Hammarstrand (Suecia) | Medalla de bronce  | Doble              |